# Estação Ferroviária de Pinhal Novo

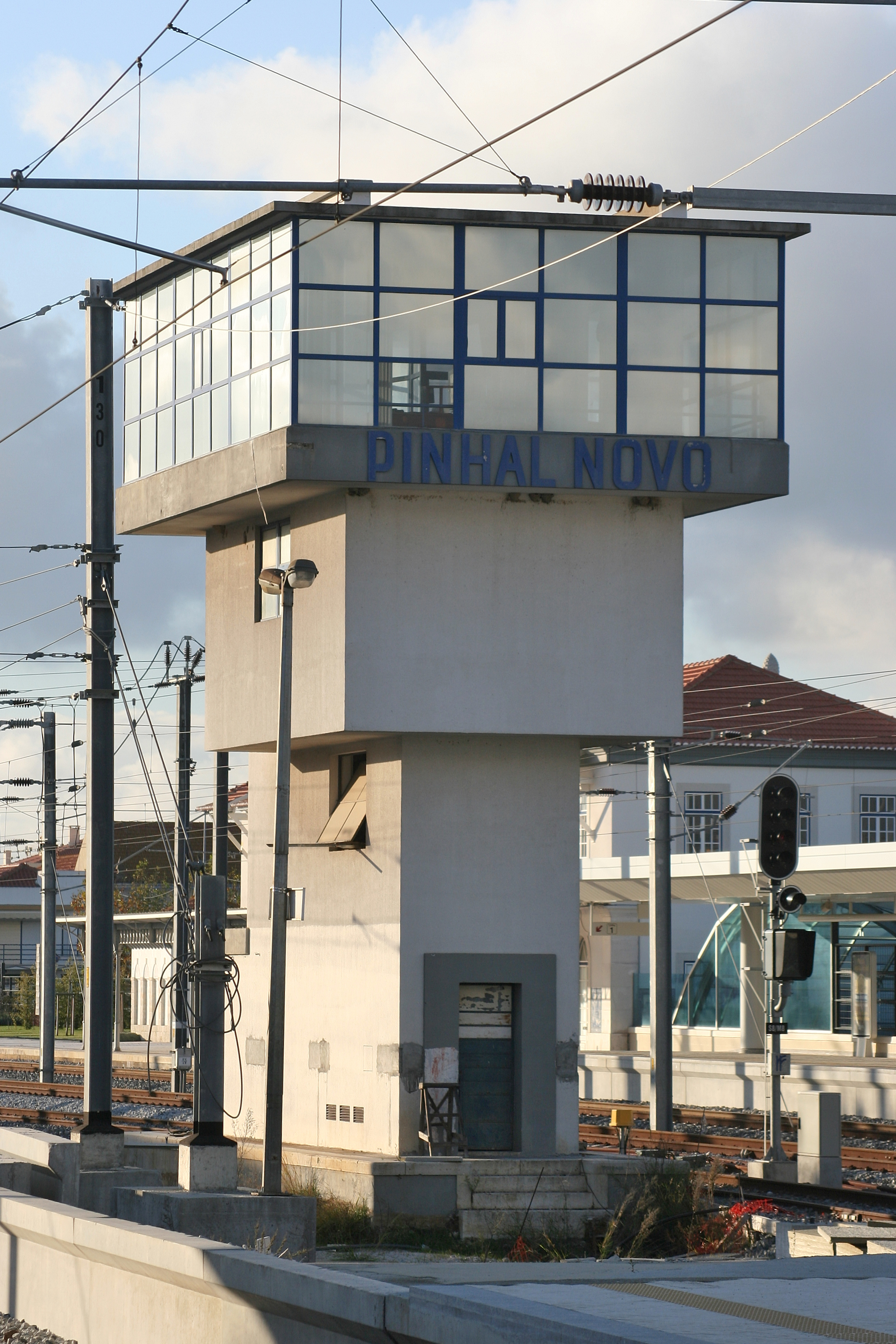
Torre de sinalização do Pinhal Novo: Cottinelli Telmo, 1938.

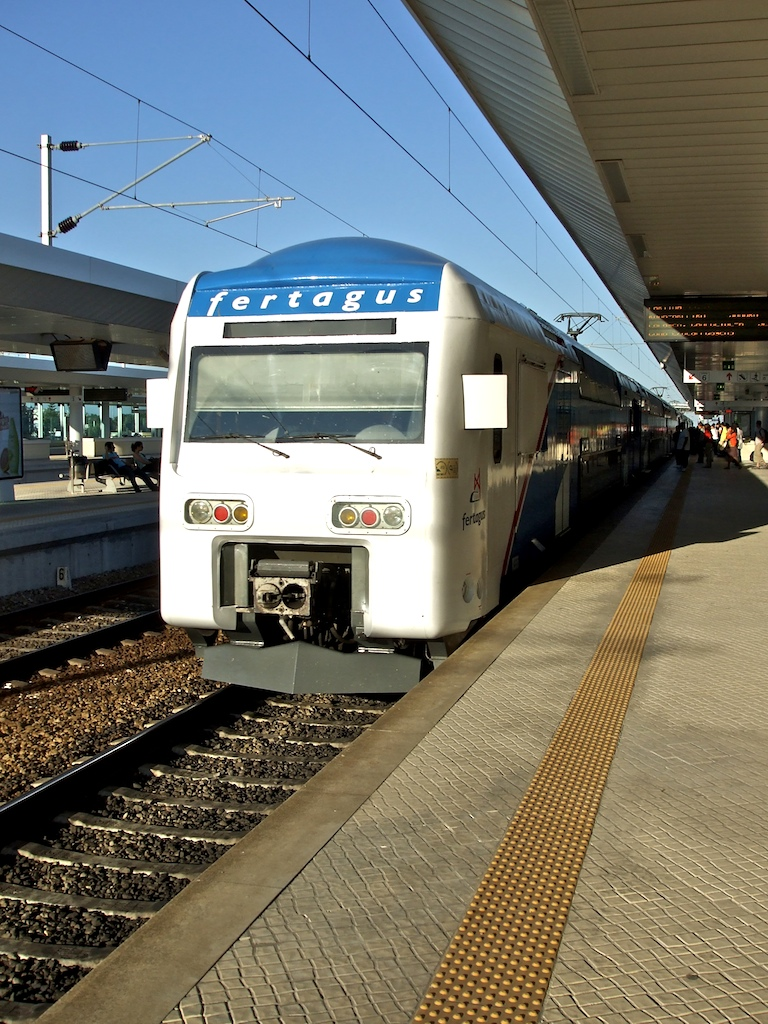
Automotora Fertagus no Pinhal Novo, em 2008.

A Estação Ferroviária de Pinhal Novo é uma gare da Linha do Alentejo, que funciona como interface com a Linha do Sul, e que serve a localidade de Pinhal Novo, no município de Palmela, em Portugal.

## Descrição

### Localização e acessos
Esta interface situa-se na localidade de Pinhal Novo, junto ao Largo José Maria dos Santos.
A Carris Metropolitana opera aqui, desde 2022, 13 carreiras de autocarro, ligando a esta estação a vários destinos na Península de Setúbal.

### Infraestrutura
Esta interface apresenta seis vias de circulação, identificadas de I a VI, com comprimentos entre 504 e 291 m de comprimento, não se sencontrando eletrificadas as vias III e IV e sendo todas acessíveis por plataformas com 90 cm de altura e com comprimentos entre 343 e 273 m; existem ainda três via secundárias, identificadas como G1, G3, e G4, com comprimentos entre 245 e 140 m, eletrificadas em toda a sua extensão.
Nesta estação a quilometragem da Linha do Sul passa do PK 36+806 (fim do segmento 371, com o zero em Campolide-A) para PK 15+439 (início do segmento 372, com o zero no Barreiro), fruto das mudanças de designação e consistório das linhas do Sul/Sado e do Alentejo ao longo das suas histórias (q.v.). Enquanto local de ramificação de várias linhas, o local desta interface é um ponto de câmbio nas características da via férrea e do seu uso:
| característica | Alentejo desc. | Alentejo desc. | Alentejo asc. | Alentejo asc. | Sul desc. | Sul desc.    | Sul asc. | Sul asc.     |
| -------------- | -------------- | -------------- | ------------- | ------------- | --------- | ------------ | -------- | ------------ |
| vel. máx.      | Barreiro       | 120-160 km/h   | Poceirão      | 160-220 km/h  | Campolide | 160-220 km/h | Setúbal  | 160-220 km/h |
| compr. máx.    | Barreiro       | 310 m          | Poceirão      | 630 m         | Campolide | ?            | Setúbal  | ?            |
| contorno       | Barreiro       | PT b (CPb)     | Poceirão      | PT b+ (CPb+)  | Campolide | PT b+ (CPb+) | Setúbal  | PT b (CPb)   |

### Serviços
Esta estação é utilizada pelos serviços suburbanos C.P. Lisboa (Linha do Sado) e Fertagus, bem como por serviços de longo curso da CP.

## História

### Século XIX
A estação situa-se no lanço da Linha do Alentejo entre Barreiro e Bombel, que entrou ao serviço em 15 de Junho de 1857, pela Companhia Nacional dos Caminhos de Ferro ao Sul do Tejo.

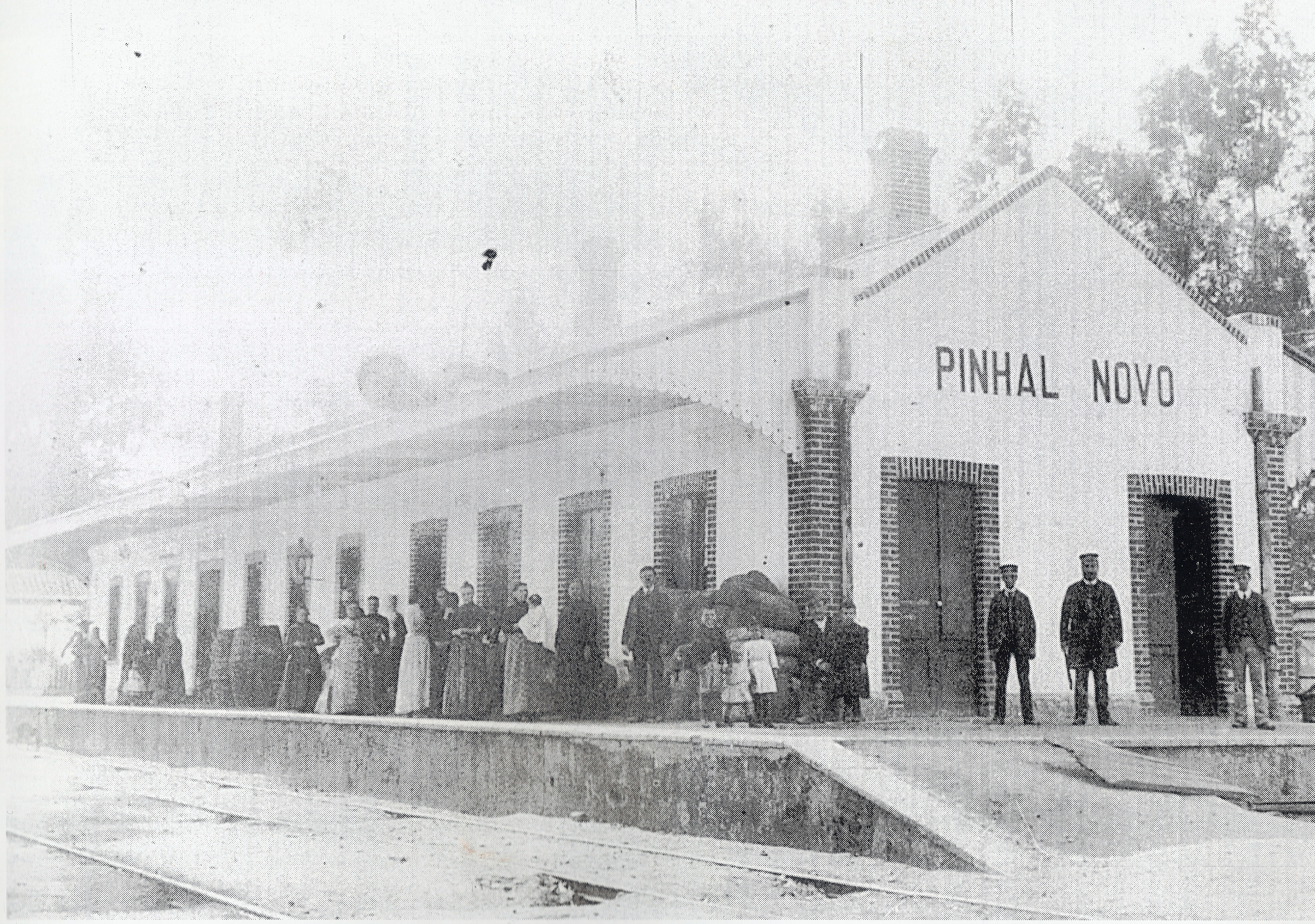
Edifício original da estação, nos finais do século XIX.

Em 1 de Fevereiro de 1861, a Companhia Nacional abriu à exploração o troço seguinte da linha, até Vendas Novas, em conjunto com o ramal do Pinhal Novo até Setúbal, igualmente na bitola de 1,44 m. No entanto, a Companhia do Sueste estava a construir a continuação da linha de Vendas Novas até Beja e Évora, utilizando bitola ibérica, o que forçava ao transbordo dos passageiros e mercadorias em Vendas Novas. De forma a unificar a gestão da rede ferroviária a Sul do Rio Tejo, o estado nacionalizou as linhas da Companhia Nacional em 1861. Em Abril de 1864, foram integradas na Companhia do Sueste, que as devia adaptar para a bitola ibérica. O Pinhal Novo era nessa altura uma charneca coberta de matas silvestres, constituída principalmente por pinheiros, que deram o nome à zona. O estabelecimento da bifurcação ferroviária foi uma dos principais circunstâncias para a criação da localidade, que conheceu um franco desenvolvimento ao longo dos séculos XIX e XX.
Em 1869, a Companhia do Sueste foi nacionalizada, tendo as linhas ficado sob a gestão do governo até 1898, data em que foi criada a divisão dos Caminhos de Ferro do Estado, para explorar as linhas governamentais. Em 15 de Setembro de 1899, o Diário Illustrado noticiou que a água servida no restaurante da estação estava contaminada, tendo o administrador de Setúbal ordenado que a água fosse fervida antes de ser utilizada pelo público.

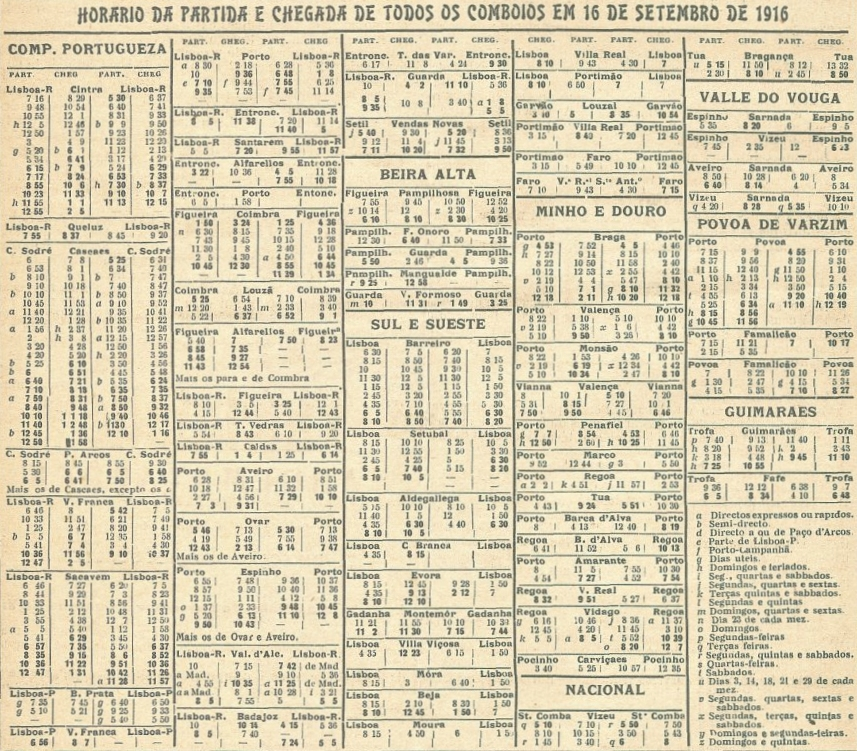
Horários de 1916, incluindo os comboios de Lisboa (Barreiro) até Montijo (então denominado Aldegallega).

### Século XX

#### Abertura do Ramal do Montijo
Em 1906, o presidente da Câmara Municipal de Aldeia Galega (Montijo), aprovou a construção do ramal até aquela localidade, que deveria ter início na gare do Pinhal Novo. O Ramal do Montijo abriu à exploração em 4 de Outubro de 1908.

#### Década de 1920
Na década de 1920, as instalações oficinais no Barreiro revelaram-se insuficientes para as funções de reparação e manutenção do material circulante, pelo que o conselho de administração dos Caminhos de Ferro do Estado ordenou a instalação de novas oficinas no mesmo local. No entanto, apurou-se que para a construção dos novos edifícios seria necessário paralisar as operações de manutenção durante cerca de dois anos nas antigas oficinas, pelo que, em Março de 1924, o conselho de administração ordenou a suspensão das obras, e que em vez disso fossem construídas na localidade do Pinhal Novo. Esta estação era um ponto natural para a construção do complexo oficinal, pois situava-se num entroncamento entre duas linhas, além que o conselho de administração alegou que no Barreiro existia um forte clima de indisciplina social. Porém, esta decisão não foi a suportada por bases técnicas, uma vez que a nova localização não iria trazer quaisquer vantagens para a operação das oficinas. Com efeito, nessa altura a freguesia não possuía uma concentração industrial adequada para o estabelecimento de um grande complexo oficinal ferroviário, nem era um centro populacional que pudesse fornecer a grande quantidade de mão-de-obra necessária para o funcionamento das oficinas, obrigando à deslocação dos operários e construção dos seus alojamentos. Além disso, a alegação da instabilidade social no Barreiro foi disputada pelas autoridades locais, que reclamaram junto do governo. A decisão de mudar as oficinas foi posteriormente anulada pelo governo, tendo-se em vez disso resolvido construir as estações noutro local do Barreiro.

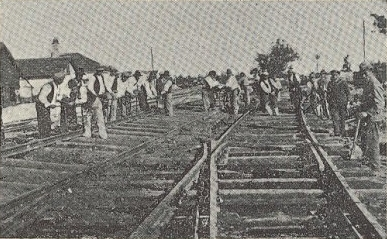
Obras de via durante a ampliação da estação, na década de 1930.

Em 1927 os Caminhos de Ferro do Estado foram integrados na Companhia dos Caminhos de Ferro Portugueses, e ainda nesse ano a C.P. iniciou um programa de renovação da via, incluindo o lanço entre o Pinhal Novo e o Lavradio. No ano seguinte, estava a ser planeado o prolongamento dos serviços tramways até ao Pinhal Novo, utilizando carruagens centrais como as utilizadas nos comboios até Sintra e Vila Franca de Xira.

#### Década de 1930
Em 15 de Agosto de 1932, foi concluída a segunda via entre o Pinhal Novo e o Lavradio. No mesmo ano, terminaram os trabalhos de balastragem com brita no troço da Linha do Sul entre o Pinhal Novo e Setúbal.
Em 1933 começaram as obras de balastragem com brita no Sul do país, no lanço entre o Pinhal Novo, Beja e a Funcheira. Nesse ano, um despacho ministerial aprovou, após um parecer favorável do Conselho Superior de Obras Públicas, um plano da Companhia dos Caminhos de Ferro Portugueses para a ampliação da estação do Pinhal Novo, devido às necessidades da exploração ferroviária. Em Julho, o Ministro das Obras Públicas, Transportes e Comunicações já tinha autorizado a adjudicação desta empreitada ao empresário Amadeu Gaudêncio, por 345.000$00. Este empreendimento, que se iniciou no mesmo ano, estava inserido num programa de melhoramentos na Divisão do Sul e Sueste da Companhia dos Caminhos de Ferro Portugueses. As obras consistiram no alargamento das vias de ligação entre as Linhas do Sado e do Sul e o Ramal do Montijo, e na construção de várias habitações para trabalhadores dos caminhos de ferro, um novo edifício da estação, novos cais, e um poço de grandes dimensões para abastecer a estação, com uma bomba elevatória para o depósito. Foi igualmente edificado um viaduto nas proximidades da estação, para substituir uma passagem de nível da estrada entre o Montijo e Setúbal. As obras foram visitadas pelo Ministro das Obras Públicas, no âmbito de uma viagem de inspecção às obras ferroviárias na região Sul do país. Em 1934 a Companhia construiu uma passagem superior rodoviária junto à estação, e instalou as ligações telefónicas até ao Barreiro por via telefónica.

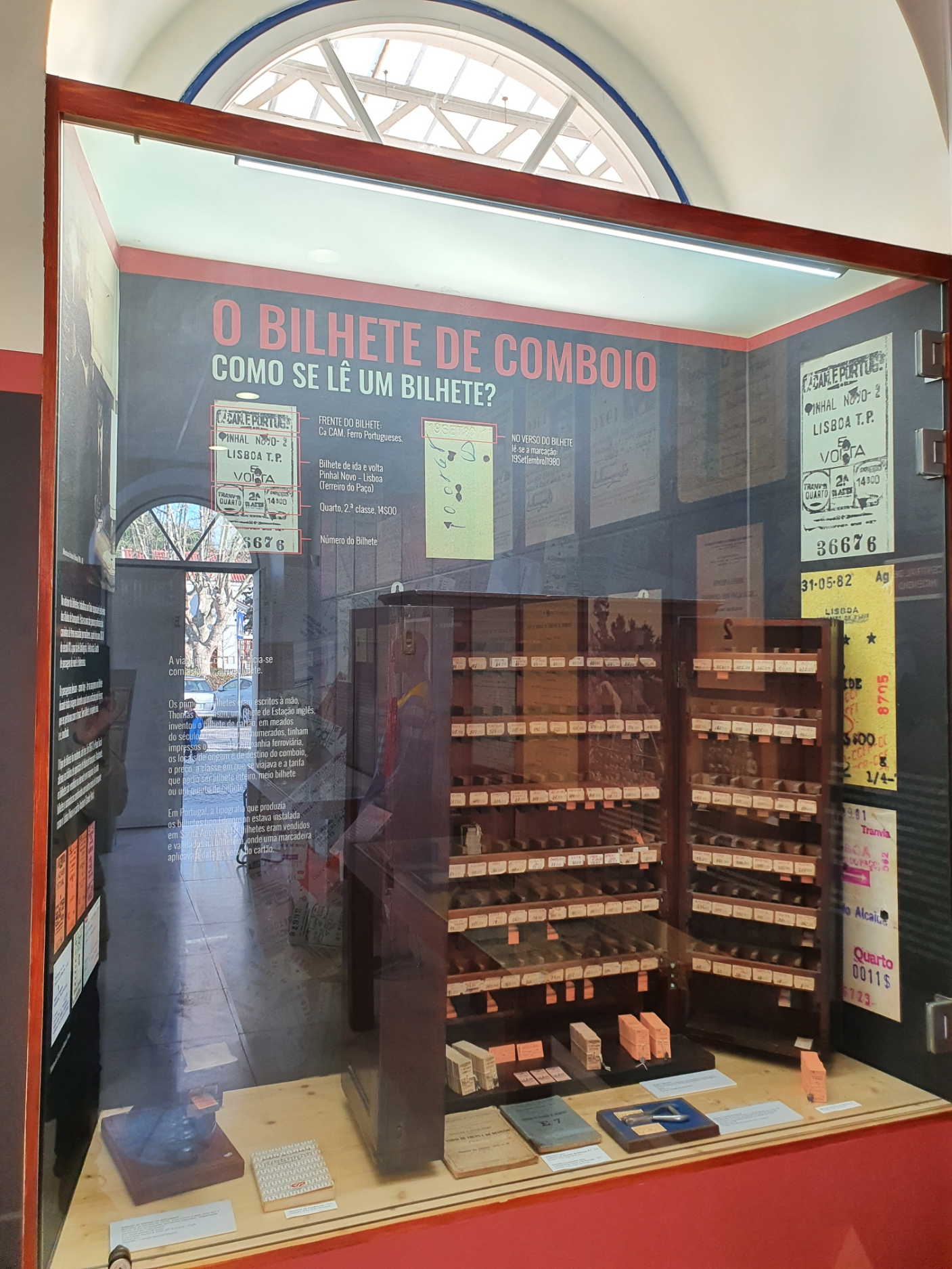
Armário de bilheteira de meados do século XX, musealizado na antiga estação (foto de 2022).

Em Janeiro de 1935 as obras já tinham sido concluídas, tendo a estação passado de cinco linhas, de reduzido comprimento e mal ligadas, para oito linhas de circulação e cinco linhas de saco; os trabalhos não provocaram interrupções na circulação, apesar de terem sido realizadas num período de grande movimento, devido ao transporte das colheitas do Alentejo e de adubos. Este plano contemplou a alteração do perfil longitudinal da estação, e a construção de duas variantes, uma para a Linha do Sado e outra para o Ramal do Montijo. Nesta altura, a estação era uma das mais importantes da Linha do Sul, unindo aquele caminho de ferro à Linha do Sado e ao Ramal do Montijo; também era aqui que se iniciava a via dupla até ao Barreiro. Em Abril desse ano, o novo edifício da estação estava quase concluído, estando já terminado em Julho de 1937. Este empreendimento, que constituiu a empreitada n.º 4, foi entregue ao empreiteiro Amadeu Gaudêncio, e incluiu a construção do edifício, uma retrete, uma fossa do tipo mouras, um poço absorvente e as canalizações correspondentes, a plataforma para passageiros junto ao edifício, a marquise, e uma porta metálica extensível. O edifício da estação foi construído no estilo tradicional português.
Em 1938 foi inaugurada a torre de sinalização, planeada por Cottinelli Telmo em 1936. Uma das primeiras estruturas deste tipo em Portugal, veio substituir o método manual que até então era utilizado, por um sistema automatizado de manobras, que controlava as agulhas e sinalização. O estilo utilizado na torre foi considerado na época como revolucionário. Foi também neste ano que foram colocados os painéis de azulejos, produzidos pela Fábrica Battistini - Maria de Portugal.

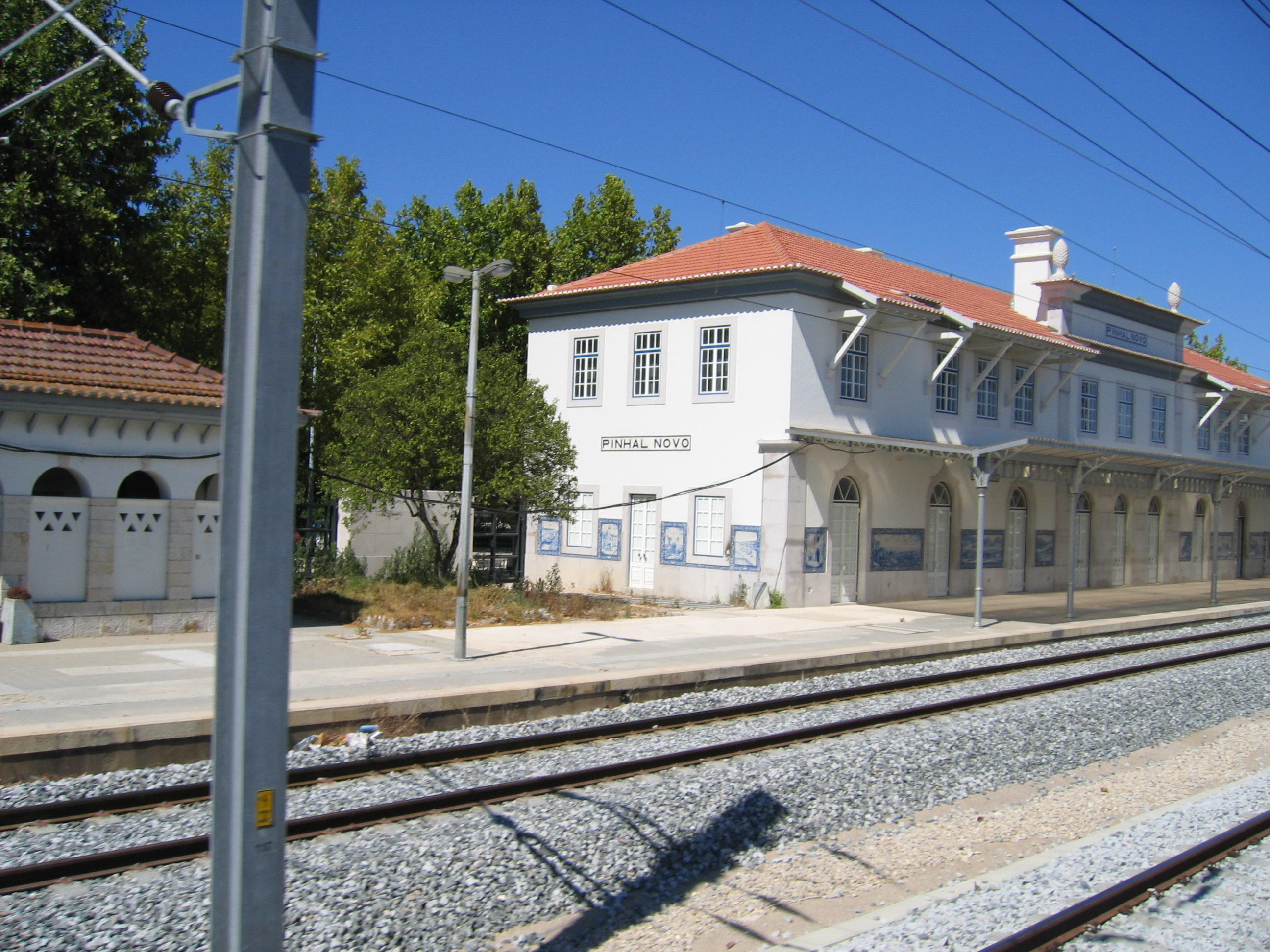
Antigo edificio da estação, em 2006

#### Décadas de 1950 e 1960
No XIII Concurso das Estações Floridas, organizado em 1954 pelo Secretariado Nacional de Informação e pela Companhia dos Caminhos de Ferro Portugueses, a estação do Pinhal Novo foi premiada com uma menção honrosa e um prémio de persistência. Em 16 de Agosto de 1968, a Gazeta dos Caminhos de Ferro noticiou que a Companhia dos Caminhos de Ferro estava a preparar um contrato para a remodelação de via em grande parte da rede, a ser entregue a um consórcio das empresas SOMAFEL, Somapre, A. Borie e A. Dehé; neste programa, estava contemplada a renovação integral dos lanços entre o Pinhal Novo, o Barreiro, Setúbal e Faro, e a renovação parcial até ao Setil e Vendas Novas.

#### Encerramento do Ramal do Montijo
O Ramal do Montijo foi encerrado em 1989. O seu leito junto à estação de Pinhal Novo foi mais tarde convertido em ecopista.

#### Década de 1990
Em 1990 foi feito o concurso para o programa SISSUL - Sistemas Integrados de Sinalização do Sul, que previa a ressinalização dos troços no chamado Itinerário do Carvão, incluindo entre esta estação e o Poceirão e a Águas de Moura via Setúbal.
Em finais de 1992 foi lançado o concurso público de pré-qualificação para a instalação do Eixo Ferroviário Norte - Sul. Este projecto consistiu numa ligação ferroviária entre as margens Norte e Sul do Rio Tejo, utilizando a Ponte 25 de Abril, permitindo assim a circulação de comboios de longo curso e suburbanos entre as duas margens. A nova linha, em via dupla electrificada, devia entroncar com a rede ferroviária nesta estação. O primeiro lanço a construir devia ser de Chelas a Coina, sendo posteriormente prolongado até Penalva, onde uniria com o ramal já existente entre esta estação e Palmela, que servia a Autoeuropa, e que seria duplicado. Também seria duplicada a Linha do Sul entre esta estação e Setúbal, para facilitar o trânsito ferroviário, especialmente dos comboios Intercidades para Setúbal. Em 1994, este projeto estava em discussão entre o Gabinete do Nó Ferroviário de Lisboa e um consórcio liderado pela empresa alemã Siemens, prevendo-se que a nova linha chegasse ao Fogueteiro no segundo trimestre de 1998. A circulação ferroviária pela ponte iniciou-se em 29 de Julho de 1999.

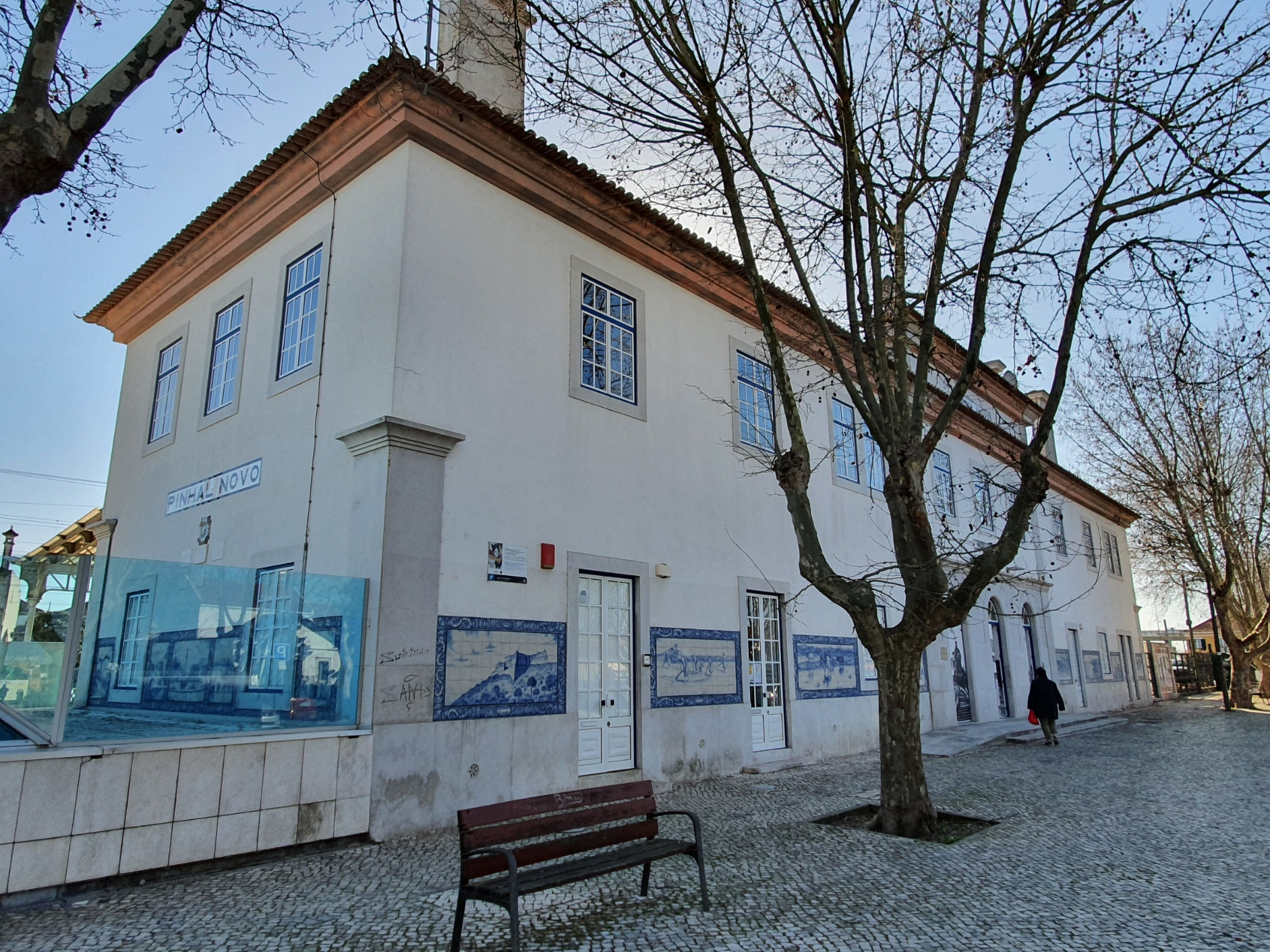
O antigo edifício da estação, transformado em museu (foto de 2022).

Nos dias 9 e 10 de Maio de 1995, vários representantes do Governo, incluindo o Secretário de Estado das Obras Públicas, foram até ao Algarve para visitar a Via do Infante e outras obras da Junta Autónoma das Estradas na região, tendo sido utilizado o comboio no percurso entre esta estação e Faro.

### Século XXI
No século XXI, a estação foi alvo de grandes obras de remodelação, lideradas por Motta Guedes; neste programa, procurou-se aliar os elementos antigos e modernos, preservando-se (in extremis) a torre de controle e os painéis de azulejos. Em 2002, a Rede Ferroviária Nacional lançou o concurso para a nova estação. O antigo edifício de passageiros, situado do lado norte da via (lado esquerdo do sentido ascendente, a Funcheira) entrou em desuso ferroviário e foi mais tarde transformado em museu, sob a gestão da Câmara Municipal de Palmela; a nova estação foi construída predominantemente abaixo do nível do solo, sob as vias.
Em 20 de Janeiro de 2003 foi organizada uma viagem especial no troço em obras entre esta estação e Coina, onde participou o ministro das Obras Públicas, Luís Valente de Oliveira. Este programa, cuja conclusão estava prevista para Abril de 2004, ligaria esta estação à linha vinda de Lisboa pela Ponte 25 de Abril, permitindo a realização de comboios entre a capital e as regiões do Alentejo e Algarve, e o prolongamento dos serviços suburbanos da Fertagus até Setúbal. Como tinha sido programado, a nova linha aproveitava o lanço já construído entre estação estação e Palmela.

Em Janeiro de 2011, a estação dispunha de quatro vias de circulação, com 491, 393, 301 e 328 m de comprimento; as quatro plataformas tinham todas 90 cm de altura, e apresentavam 300, 343 e 264 m de extensão — valores mais tarde alterados para os atuais.
Em finais de 2023, foram anunciadas obras de reformulação da configuração das vias desta estação, previstas para o período 2027-2029.